# Зарит (нефтяной проект)
Зарит, англ. Project Block Zarit — туркменский нефтегазовый проект, реализуемый на шельфе Каспийского моря на разведку углеводородных ресурсов. Лицензия на разведку углеводородных ресурсов, подписанное в 2002 году между правительством Туркменистана и российскими компаними НГК «Итера», ЗАО «Зарубежнефть» и ОАО "НК «Роснефть», охватывает нефтеносный участок «Блок 28-31».
В рамках проекта предусмотрена разработка нефти и газа на туркменском шельфе Каспийского моря. В районе разработки не открыты месторождения. Разведанные запасы блока составляют не менее 2 трлн кубометров газа и более 2 млрд тонн нефти.
Участники проекта Зарита является российские Роснефть (31 %), Итера (31 %), Зарубежнефть (23 %) и туркменский Туркменнефть (15 %).